# Diastema williamsii
Diastema williamsii är en tvåhjärtbladig växtart som beskrevs av Henry Hurd Rusby. Diastema williamsii ingår i släktet Diastema och familjen Gesneriaceae. Inga underarter finns listade i Catalogue of Life.